# Kasuga (1902)
Kasuga (jap. 春日) – krążownik pancerny japońskiej marynarki wojennej z początku XX wieku, zbudowany we Włoszech, należący do typu Garibaldi. Służył aktywnie przede wszystkim podczas wojny japońsko-rosyjskiej w latach 1904–1905. Pozostawał dalej w służbie podczas I wojny światowej, od połowy lat 20. przeznaczony do celów szkolnych. W 1942 roku przekształcony w hulk, został zatopiony przez lotnictwo amerykańskie 18 lipca 1945 roku. Jego okrętem bliźniaczym w marynarce japońskiej był „Nisshin”.

## Historia
Krążowniki pancerne „Nisshin” i „Kasuga” zostały zakupione przez Japonię we włoskiej firmie Ansaldo, w związku z planowaną wojną z Rosją. Okręty te były ostatnimi zbudowanymi przedstawicielami długiej włoskiej serii typu Garibaldi, która cieszyła się sporym powodzeniem eksportowym, m.in. 4 służyły we flocie Argentyny. Projekt nie był nowy – pierwszy okręt typu został zwodowany jeszcze w 1895 roku, lecz był udany, a na dalszych jednostkach wprowadzano ulepszenia związane z rozwojem techniki. Para ostatnich krążowników była budowana na zamówienie Argentyny, złożone w 1902 roku w związku z napięciem w stosunkach z Chile. Okręty miały otrzymać nazwy „Mitra” i „Roca”, następnie zmienione odpowiednio na „Rivadavia” i „Moreno”. Ponieważ oba państwa ostatecznie podpisały porozumienie o wspólnej granicy i zdecydowały ograniczyć zbrojenia morskie, Argentyna zrezygnowała z zakupu budowanych krążowników pancernych. Włosi zaoferowali najpierw zakup znajdujących się w końcowym stadium budowy okrętów Rosji, jednakże w grudniu 1903 roku rosyjski sztab morski odrzucił ofertę kupna. Japonia natomiast szybko skorzystała z okazji wzmocnienia swojej floty i 29 grudnia 1903 roku zakupiła oba krążowniki pancerne za cenę 760 000 funtów szterlingów każdy (więcej o okolicznościach budowy i zakupu okrętów w artykule głównym krążowniki pancerne typu Garibaldi).

## Budowa i dane taktyczno-techniczne
Stępkę pod budowę „Mitry” położono 10 marca 1902 roku. Budowa szła szybko z uwagi na doświadczenie stoczni w budowie okrętów tej serii i kadłub wodowano już 22 października tego roku. Okręt wszedł do służby japońskiej pod nazwą „Kasuga” 7 stycznia 1904 roku. Prezentował on mieszany wariant uzbrojenia głównego krążowników typu Garibaldi, odmienny od „Nisshin”, obejmujący 1 działo kalibru 254 mm w wieży na dziobie i 2 działa 203 mm w wieży na rufie (jak w okrętach budowanych dla floty włoskiej). Artylerię pomocniczą stanowiło 14 dział 152 mm, z tego 10 w kazamatach burtowych i 4 w stanowiskach na pokładzie, osłoniętych maskami pancernymi (salwę burtową stanowiło 7 dział). Uzbrojenie uzupełniało 10 pojedynczych dział 76 mm i 6 dział 47 mm. Opancerzenie wykonane było ze stali Terni, zbliżonej do stali Kruppa. „Kasuga” i „Nisshin” miały cylindryczne kotły parowe, co stanowiło krok wstecz w stosunku do nowszych okrętów, szczególnie pod względem wydłużenia czasu potrzebnego na wyjście w morze, lecz spowodowane to było chęcią Argentyńczyków ujednolicenia siłowni ze starszymi krążownikami tego typu.

## Służba

### I etap wojny rosyjsko-japońskiej
„Nisshin” i „Kasuga” po zakupie pośpiesznie wyszły 9 stycznia 1904 roku z Genui w drogę do Japonii, z niepełnymi załogami i jeszcze nie w pełni wykończone. W dostarczeniu krążowników pomogła Wielka Brytania, będąca sojusznikiem Japonii – dowodzili nimi w drodze do Japonii brytyjscy oficerowie, a od Port Saidu były eskortowane przez krążownik HMS „King Alfred”, w obawie przed płynącym na Daleki Wschód rosyjskim zespołem adm. Wireniusa, z pancernikiem „Oslabia”. 16 lutego 1904 roku, już po wybuchu wojny japońsko-rosyjskiej (9 lutego), krążowniki dotarły do Yokosuki, gdzie podjęto przyspieszone prace nad uzyskaniem przez nie gotowości bojowej.
„Kasuga” uzyskała gotowość bojową 11 kwietnia 1904 roku i wraz z „Nisshin” została włączona w skład 1. Dywizjonu bojowego 1. Eskadry admirała Tōgō, operującej pod Port Artur.  Dywizjon ten stanowił rdzeń japońskich sił i składał się z 6 pancerników. Oba krążowniki pancerne stanowiły istotne wzmocnienie dywizjonu, szczególnie wobec utraty dwóch pancerników „Hatsuse” i „Yashima” na minach 15 maja. Spośród innych krążowników pancernych, do operowania wraz z pancernikami predestynowały okręty typu Garibaldi cechy, jak względnie dobre i rozległe opancerzenie, a także nieco niższa od innych krążowników prędkość maksymalna, bardziej odpowiadająca poziomowi pancerników.

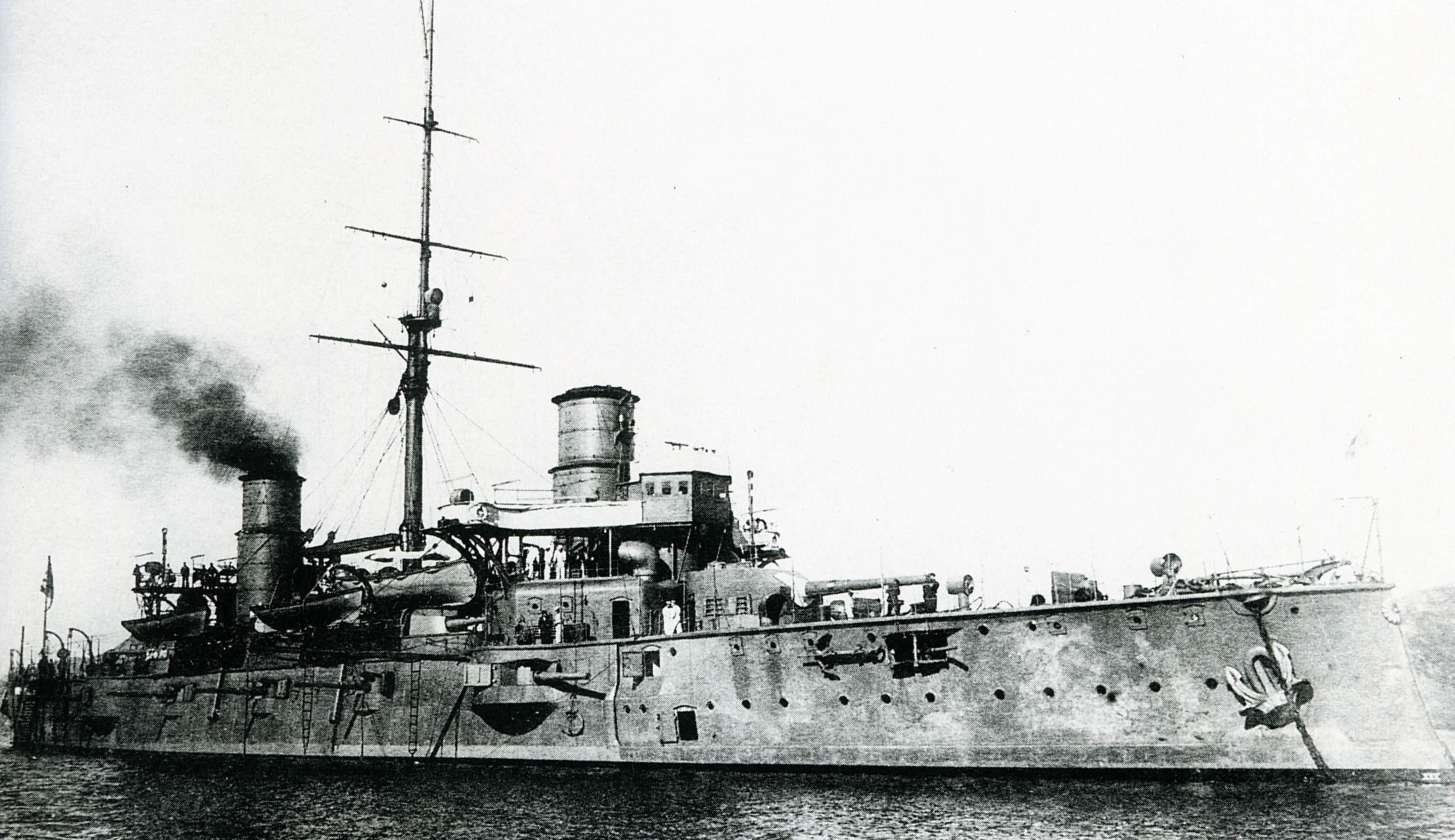
„Kasuga”, lata 1904–1905

Pierwszą akcją krążowników było wypłynięcie eskadry w morze 13 kwietnia, kiedy to przy wyjściu eskadry rosyjskiej z Port Artur flagowy rosyjski pancernik „Pietropawłowsk” zatonął na minie wraz z głównodowodzącym adm. S. Makarowem. Następnego dnia „Nisshin” z „Kasugą” ostrzeliwały przystań bazy Port Artur ogniem pośrednim zza wzgórz, do czego szczególnie nadawała się „Kasuga”, gdyż jej działo 254 mm, o dużym kącie podniesienia, miało największą donośność w japońskiej flocie.
W połowie kwietnia „Kasuga” została czasowo przydzielona do 2. Dywizjonu krążowników 2. Eskadry wiceadmirała Kamimury, z którą została wysłana do portu Gensan na Morzu Japońskim w celu poszukiwania zespołu rosyjskich krążowników z Władywostoku. Poszukiwania okazały się bezskuteczne, a co więcej, Rosjanie zatopili pod Gensanem transportowiec „Kinshu Maru”. „Kasuga” następnie powróciła w skład głównych sił pod Port Arturem. 15 maja 1904 roku, powracając spod Port Artur w składzie 3. Dywizjonu adm. Dewy, w nocy i mgle, „Kasuga” staranowała i zatopiła poprzedzający go w szyku krążownik pancernopokładowy „Yoshino”, z większością załogi (319 osób; był to „czarny dzień” floty japońskiej, która utraciła też wtedy dwa pancerniki na minach). Sama odniosła niewielkie uszkodzenia, naprawione następnie w Japonii.
10 sierpnia 1904 roku „Kasuga” wzięła udział w bitwie na Morzu Żółtym, działając z „Nisshin” i „Yakumo” w linii bojowej z pancernikami 1. Dywizjonu. Ostrzeliwała ostatnie okręty linii rosyjskiej, uzyskując nieznaną ilość trafień (wystrzeliła m.in. 33 pociski 254 mm i razem z „Nisshin” 307 pocisków kalibru 203 mm, z czego ok. 1/3 powinno pochodzić z dział „Kasugi”). Sama nie odniosła znaczniejszych uszkodzeń ani strat w załodze. Bezpośrednio po bitwie okręt wraz z „Nisshin” i „Asamą” patrolował pod Port Artur, dokąd powróciła flota rosyjska.
W sierpniu kutry parowe obu krążowników uczestniczyły z kanonierkami we wsparciu prawego skrzydła wojsk walczących na lądzie pod Port Artur, a same krążowniki ostrzeliwały rosyjskie pozycje.

### II etap wojny rosyjsko-japońskiej
27 maja 1905 roku „Kasuga” w składzie 1. Dywizjonu, stanowiącego rdzeń sił japońskich, wzięła udział w bitwie pod Cuszimą, ostrzeliwując intensywnie rosyjskie pancerniki i krążowniki. Między innymi, w pierwszej fazie bitwy działa krążownika ostrzeliwały pancernik „Oslabia”, zatopiony jako pierwszy. W kolumnie głównych sił „Kasuga” płynęła przed ostatnim „Nisshinem” i była mało ostrzeliwana; przez pewien czas po zwrocie była drugim okrętem w szyku. Podczas bitwy wystrzeliła 50 pocisków kalibru 254 mm i 103 kalibru 203 mm. Sama odniosła niewielkie uszkodzenia od pocisku 305 mm, pocisku 152 mm i trzeciego nieustalonego kalibru. Zginęło 7 marynarzy, rannych było 20, w tym 2 oficerów.

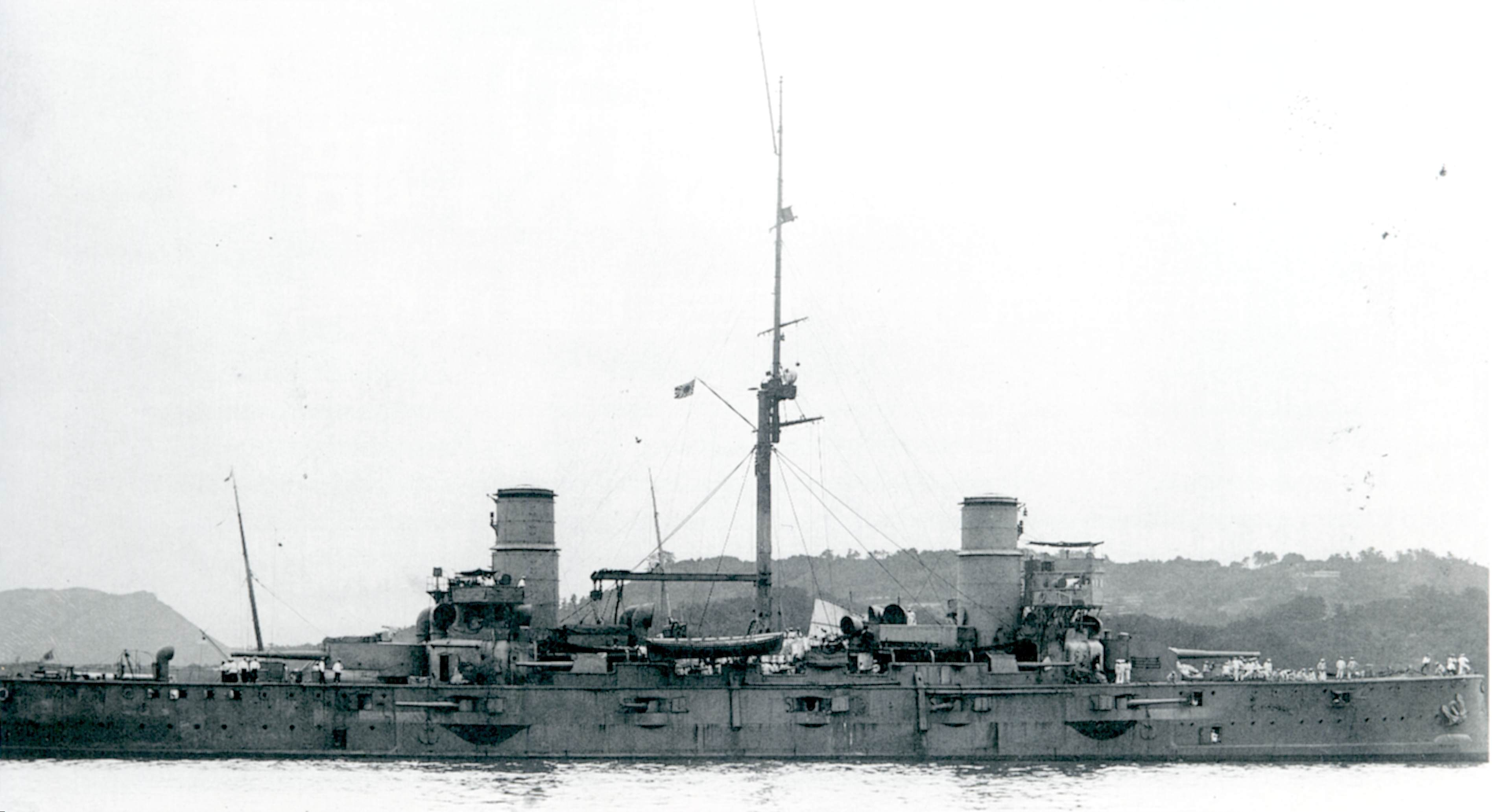
„Kasuga” w Sasebo, po bitwie pod Cuszimą

Podczas reorganizacji japońskiej floty po bitwie, 14 czerwca „Kasugę” z „Nisshin”, „Yakumo” i „Azumą” przydzielono do przeformowanego 5. Dywizjonu 3. Floty wiceadmirała Shichiro Kataoki. Do końca wojny krążowniki 5. Dywizjonu głównie patrolowały, a w lipcu-sierpniu osłaniały desant na Sachalin. Przez krótki okres „Kasuga” był wówczas okrętem flagowym wiceadmirała Kataoki.

### I i II wojna światowa
„Kasuga” służyła w ograniczonym zakresie podczas I wojny światowej. Na początku wojny w 1914 roku zmodernizowano ją, wymieniając stare kotły na 12 kotłów Kanpon Typ 1. Od 13 grudnia 1915 do 13 maja 1916 roku i ponownie od 12 września 1916 do 13 kwietnia 1917 roku „Kasuga” była okrętem flagowym 3. Flotylli (Eskadry) Niszczycieli 3. Floty (w przerwie był nim krążownik „Otowa”). 13 stycznia 1918 roku „Kasuga” weszła na mieliznę w cieśninie Bangka, z której zdołano zdjąć okręt dopiero w czerwcu.
1 września 1921 roku „Kasuga”, podobnie jak inne krążowniki pancerne, została przeklasyfikowana na okręt obrony wybrzeża. W 1922 roku brała udział w japońskiej interwencji podczas wojny domowej w Rosji (we Władywostoku).
W 1924 roku nieco zmodernizowano artylerię, zamieniając brytyjskie działa 152 mm na 14 japońskich dział 152 mm Typ 41 oraz działa 76 mm na 9 japońskich dział tego kalibru (nominalnie 8 cm), w tym jedno przeciwlotnicze. W 1934 roku uzbrojenie okrętu składało się z działa 254 mm, dwóch dział 203 mm, czterech 152 mm i pięciu 76 mm, w tym jednego przeciwlotniczego. W latach 1925–1937 krążownik służył jako okręt szkolny dla nawigatorów i mechaników, a od 1937 roku był okrętem szkolnym w bazie Yokosuka. 1 lipca 1942 roku został rozbrojony i przekształcony w hulk.
18 lipca 1945 roku „Kasuga” została zatopiony przez amerykańskie lotnictwo zespołu TF-38 na płytkiej wodzie w Yokosuce, na pozycji 35°18′N 139°40′E/35,300000 139,666667 (m.in. z dawnym krążownikiem pancernym „Azuma”). 30 listopada 1945 roku została skreślona z listy floty, po czym po wojnie została podniesiona i złomowana w 1948 roku w stoczni Uraga w Tokio.

## Dane techniczne
- wyporność[4]:
  - normalna 7628 ton
  - pełna 8591 ton
- wymiary:
  - długość całkowita: 111,73 m
  - długość na linii wodnej: 108,86 m
  - długość między pionami: 104,86 m
  - szerokość: 18,71 m
  - zanurzenie: 7,32 m
- napęd: 2 pionowe 3-cylindrowe maszyny parowe potrójnego rozprężania (VTE) produkcji Ansaldo, 8 cylindrycznych kotłów parowych (4 pojedyncze i 4 podwójne), moc na próbach 14 944 KM[4], 2 śruby
- prędkość maksymalna: 20,05 w (realnie 18 w.[4])
- zapas paliwa: 580 t węgla (teoretycznie 650 t), max. 1200 t
- zasięg: 4800 Mm (przy prędkości 10 w., z maksymalnym zapasem węgla)
- załoga: 550-557, w tym 26-27 oficerów[4]

Uzbrojenie: (w latach 1904–1924)
- 1 działo 254 mm Armstrong EOC(inne języki) Pattern R, w wieży na dziobie
  - długość lufy: L/45 (45 kalibrów), kąt podniesienia: od -5 do +20°, masa pocisku 227 kg, donośność: 18 000 m, szybkostrzelność ok. 1,5 strz./min ([5])
- 2 działa 203 mm Armstrong EOC, w wieży na rufie (1 x II)
  - długość lufy: L/45 (45 kalibrów), kąt podniesienia: od -5 do +30°, masa pocisku 113,4 kg, donośność: 18 000 m, szybkostrzelność ok. 2 strz./min ([6])
- 14 dział 152 mm Armstrong EOC QF (10 w kazamatach i 4 w stanowiskach na burtach)
  - długość lufy: L/40, kąt podniesienia: od -5 do +20°, masa pocisku: 45,4 kg, donośność: 9140 m, szybkostrzelność prakt. ok. 4 strz./min ([7])
- 10 dział 76 mm (12pdr) (L/40)
- 6 dział 47 mm Hotchkiss wz. 1890
- 4 nadwodne wyrzutnie torpedowe 457 mm (w burtach)

Opancerzenie (stal Terni – Kruppa):

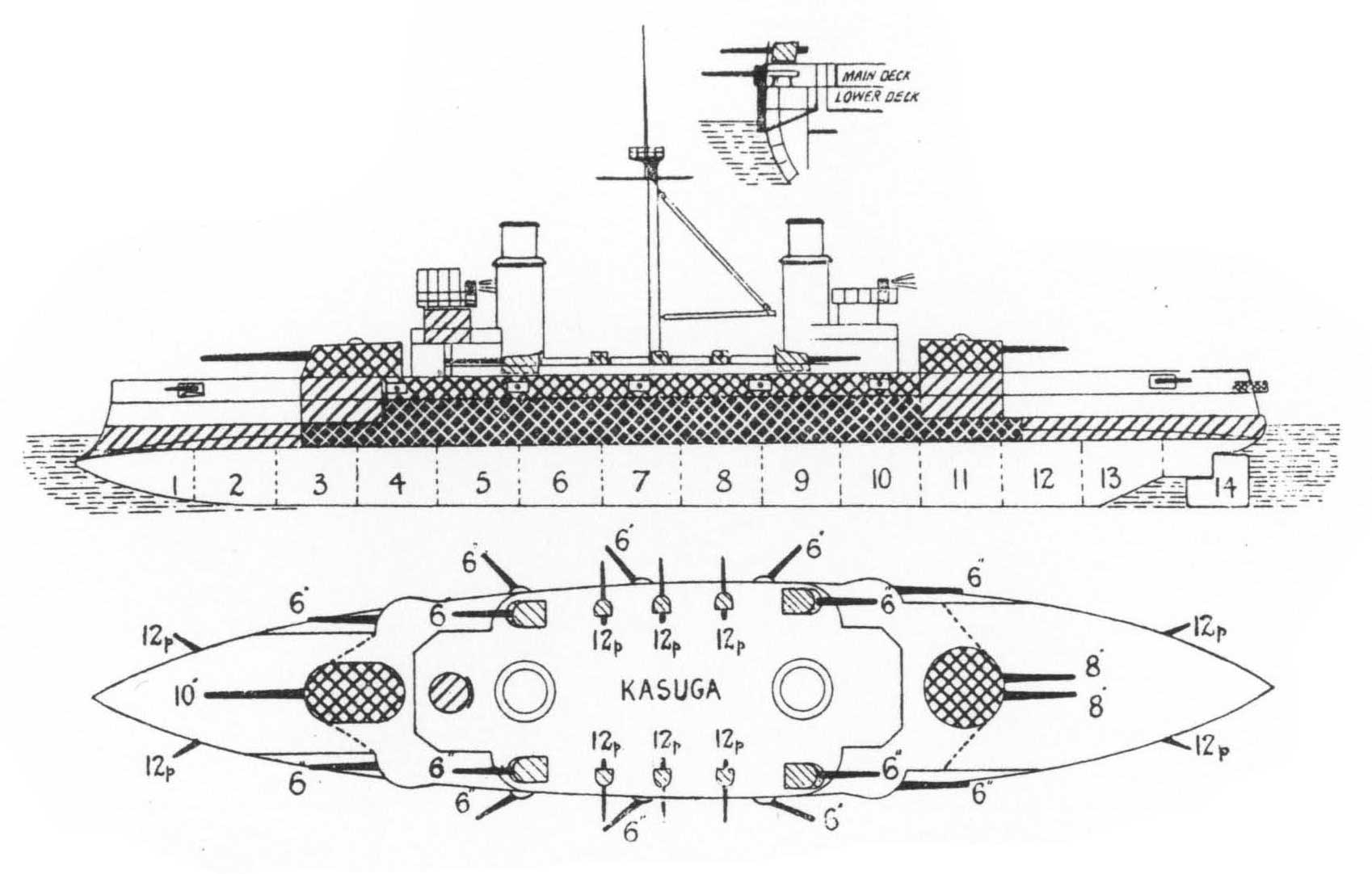
Schemat opancerzenia i uzbrojenia

- pas burtowy na całej długości linii wodnej:
  - śródokręcie: 152 mm (długość x wysokość – 55 × 3 m)[8]
  - dziób i rufa: 80 mm[9]
- górny pas burtowy oraz pancerz kazamat: 152 mm (55 × ?)
- wewnętrzny pokład pancerny ze skosami: 22–37 mm
- górny pokład pancerny (nad cytadelą): 40 mm
- grodzie z przodu i tyłu cytadeli: 120 mm
- uzbrojenie:
  - wieże: 102 mm (150 mm według innych danych)[10]
- wieża dowodzenia(inne języki): 152 mm